# Bruno Voland
 (août 2023).
Bruno Voland est un chef d’entreprise et un dirigeant syndical français, né le 15 juillet 1966 à Saint-Nazaire (Loire-Atlantique). Il est le président de l’Union des industries et métiers de la métallurgie (UIMM) Lyon-France depuis 2018 et UIMM Auvergne Rhône-Alpes depuis juillet 2023, le vice-président du MEDEF Lyon-Rhône, ainsi que conseiller du commerce extérieur de la France. Il est également le fondateur et le dirigeant du Groupe TRA-C industrie, une entreprise spécialisée dans l’ingénierie, le travail des métaux et les assemblages.

## Biographie
Il naît à Saint-Nazaire, dans un milieu ouvrier : son père et son grand-père travaillaient dans les chantiers navals,.

### Formation
Bruno Voland suit une formation technique au sein de l’institution des compagnons du devoir et du tour de France (AOCDTF) entre 1986 et 1991, où il apprend les métiers de la chaudronnerie et du soudage industriels,. Dans le cadre du compagnonnage, il fait son tour de France, étudiant à Lille, Grenoble, Paris, Tours et Strasbourg, et il obtient son diplôme à Marseille[réf. nécessaire].

### Parcours professionnel
En 1994, Bruno Voland a intégré le groupe Renault VI, rejoignant la région région Rhône-Alpes,. Après une expatriation à Kuala Lumpur (Malaisie) où il passe un an et demi, il fonde TRA-C industrie en 2001 aux Olmes, près de Tarare (Rhône). Vingt ans plus tard, l’entreprise compte plus de 350 personnes et génère 49 millions d’euros de chiffre d’affaires. Le Groupe TRA-C industrie est experte dans l’ingénierie, le travail des métaux et les assemblages, et a innové avec le procédé de soudage par friction malaxage (FSW),. En 2015, l’entreprise a remporté le prix de l’innovation industrielle décerné par Le Progrès,. La société travaille pour les secteurs de la défense, de l’énergie et du transport. La défense et la sécurité représente 40% de son activité en 2022.
Bruno Voland est également membre fondateur du club d’entrepreneurs Tararevolution, qui rassemble aujourd’hui 56 entreprises et 3500 salariés autour de la promotion industrielle du pays de Tarare,,.

### Engagement syndical
Bruno Voland est membre du comité et du conseil de direction de l'UIMM Lyon-France depuis 2010. Il en est élu président en juillet 2018 et est reconduit à la présidence en juillet 2021 pour un mandat de trois ans ,. Il est élu en juillet 2023 à la présidence de l'UIMM pour la région Auvergne Rhône-Alpes avec un mandat de deux ans,. Il est également membre de la Commission économique du MEDEF Lyon-Rhône et vice-président du MEDEF Lyon-Rhône.
Bruno Voland s'engage sur divers thèmes, comme la réindustrialisation, le développement du numérique, les industries du futur, le développement de l’internationalisation des PMI, le financement de l’investissement, etc. En ce qui concerne la formation, il s'appuie sur plusieurs associations lyonnaises, comme par exemple « Viens Voir Mon Taf » qui s'occupe des stages dans les entreprises pour des élèves de 3ème,,.

### Autres activités
Bruno Voland est conseiller du commerce extérieur de la France depuis 2013. Il a conduit de nombreuses missions internationales[réf. nécessaire].
Bruno Voland est vice-président national de WorldSkills France - COFOM depuis novembre 2018,,,. En 2019, il accompagne l’équipe de France lors de la Worldskills Competition à Kazan.
Il a été également expert international en chaudronnerie aux olympiades des métiers (Amsterdam 1991, Taipei 1993 et Lyon 1995),[source secondaire souhaitée].
Bruno Voland est ambassadeur de La French Fab depuis janvier 2019.

## Distinctions
- Prix de l'innovation industrielle en 2015 pour TRA-C industrie[12]